# 臧琮
臧琮，山东诸城人，清朝政治人物。同进士出身。
臧琮曾于乾隆元年(1736年)接替高遐年任建宁府知府一职，乾隆六年(1741年)由林与泗接任。